# Bart Zoet
Bart Zoet, né le 20 octobre 1942 à Sassenheim et mort le 13 mai 1992 dans la même ville, est un coureur cycliste néerlandais. Lors des Jeux olympiques de 1964, il a remporté la médaille d'or du contre-la-montre par équipes avec Evert Dolman, Gerben Karstens et Jan Pieterse. Il a ensuite été coureur professionnel de 1965 à 1970.

## Palmarès
- 1964
  -  Champion olympique du contre-la-montre par équipes (avec Evert Dolman, Gerben Karstens et Jan Pieterse)
  - 7e étape du Tour de Belgique amateurs
  - Deux étapes de la Ronde des Flandres
  - 2e de la Ronde des Flandres
- 1965
  - Grand Prix du 1er mai
  - Grand Prix de Saint-Nicolas
- 1966
  - 7e étape secteur a du Critérium du Dauphiné libéré
  - 3e du Trophée Baracchi
  - 3e du championnat des Pays-bas de poursuite
- 1967
  - 3e du championnat des Pays-bas de poursuite

## Tour d'Italie
- 1968 : abandon